# Marie Collart
Marie Collart (Bruselas, 5 de diciembre de 1842-Nebida, 8 de octubre de 1911), también conocida como Marie Collart-Henrotin, fue una artista belga que pintó principalmente paisajes y animales.

## Biografía

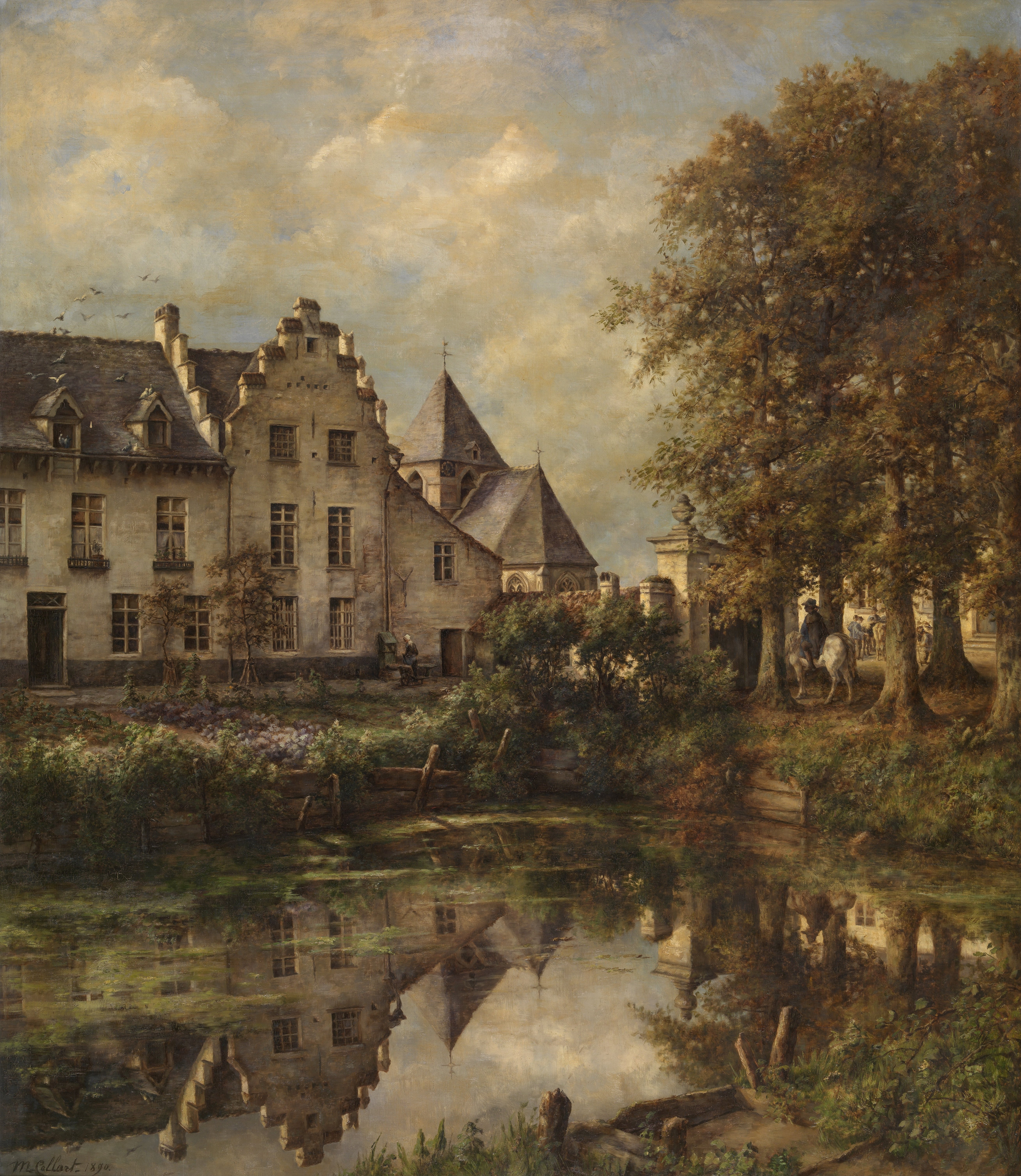
Hofstede in Brabant, 1890

Nació en Bruselas. Aunque fue principalmente autodidacta como artista, también se benefició de los consejos de los pintores Alfred Verwee y Martin Léonce Chabry, y del comerciante y crítico de arte Arthur Stevens. En 1868 fue uno de los miembros fundadores de la Société Libre des Beaux-Arts. Dos años después, ganó una medalla de oro en el Salón de París.
En 1871, Collart se casó con Edmond Henrotin, capitán de artillería; su marido murió en 1894.
En 1880 se convirtió en la primera mujer en ser nombrada caballero de la Orden de Leopoldo. Ganó medallas de oro en las exposiciones de Ghent (1881), París y Bruselas (1897). Collart expuso su obra en el Palacio de Bellas Artes y el Edificio de la Mujer durante la Exposición Mundial Colombina de 1893, desarrollada en Chicago, Illinois.
Falleció en la localidad de Nebida, región de Cerdeña, a los 68 años.
Su obra figura en las colecciones del Museo Real de Bellas Artes de Amberes y los Museos Reales de Bellas Artes de Bélgica.